# کنکورد … فرودگاه ۷۹
«کنکورد … فرودگاه ۷۹» (انگلیسی: The Concorde … Airport '۷۹) یک فیلم آمریکایی به کارگردانی دیوید لوول ریچ است که در سال ۱۹۷۹ منتشر شد.

## بازیگران
- آلن دلون
- سوزان بلکلی
- رابرت واگنر
- سیلویا کریستل
- جرج کندی
- ادی آلبرت
- بیبی آندرشون
- مارتا ری
- دیوید وارنر
- مرسدس مک‌کمبریج
- سیسیلی تایسون
- اد بیگلی. جی آر
- جان دیویدسون
- سیبیل دانینگ
- آهارون ایپاله
- آندره‌آ مارکوویچی
- جیمی واکر